# Weiherhammer
Weiherhammer – miejscowość i gmina w Niemczech, w kraju związkowym Bawaria, w rejencji Górny Palatynat, w regionie Oberpfalz-Nord, w powiecie Neustadt an der Waldnaab, siedziba wspólnoty administracyjnej Weiherhammer. Leży około 12 km na południowy zachód od Neustadt an der Waldnaab, nad rzeką Haidenaab, przy linii kolejowej Norymberga – Weiden in der Oberpfalz.

## Dzielnice
W skład gminy wchodzą następujące dzielnice: Kaltenbrunn, Kohlberg, Mallersricht, Röthenbach i Etzenricht.

## Demografia
| Rok  | Liczba mieszk. |
| ---- | -------------- |
| 1970 | 3 406          |
| 1987 | 3 655          |
| 2000 | 4 199          |

## Oświata
(na 1999)

W gminie znajduje się 150 miejsc przedszkolnych (136 dzieci) oraz szkoła podstawowa (23 nauczycieli, 367 uczniów).